# هكسوز

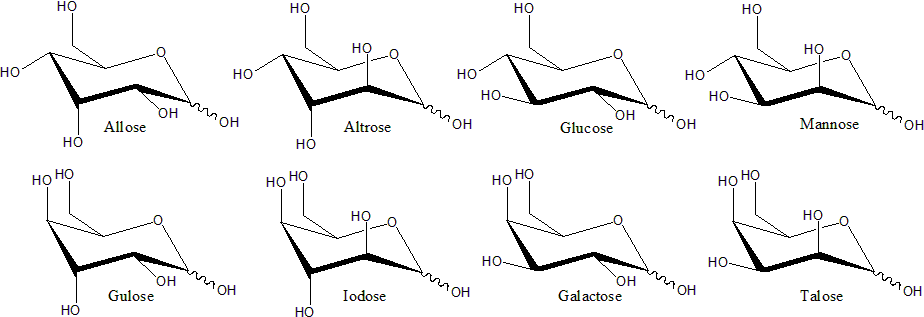

هكسوز هو سكر يحتوي على ستة ذرات كربون صيغته الكيميائية C6H12O6.
يصنف الهيكسوز حسب مجموعته الوظيفية من الأمثلة على الهيكسوز: الغلوكوز وسكر الفركتوز وغيرها.